# Atopsyche tripunctata
Atopsyche tripunctata là một loài Trichoptera trong họ Hydrobiosidae. Chúng phân bố ở miền Tân bắc.